# Valentín Pimentel
Pour les articles homonymes, voir Pimentel (homonymie).
Valentín Enrique Pimentel Armuelles, né le 30 mai 1991 à Panama, est un footballeur international panaméen jouant au poste de milieu offensif au Sporting San Miguelito.

## Biographie

### Carrière en sélection
Valentín Pimentel compte 19 sélections et 1 but avec l'équipe du Panama depuis 2015.
Il est convoqué pour la première fois en équipe du Panama par le sélectionneur national Hernán Darío Gómez, pour un match amical contre l'Équateur le 3 juin 2015. Lors de ce match, il entre à la 85e minute de la rencontre, à la place d'Alberto Quintero. Le match se solde par un match nul de 1-1.
Puis, il participe à la Gold Cup 2015, où il joue deux rencontres. Le 8 octobre 2015, il inscrit son premier but contre le Trinité-et-Tobago en amical, lors d'une défaite 2-1 des Panaméens.
Il fait partie de la liste des 23 joueurs panaméens sélectionnés pour disputer la Copa América Centenario, où il joue une rencontre. Puis, le 22 juin 2017, il fait partie des 23 appelés par le sélectionneur national pour la Gold Cup 2017.
Il fait partie de la liste des 23 joueurs panaméens sélectionnés pour disputer la Coupe du monde de 2018 en Russie, la première de l'histoire du Panama. Néanmoins, il ne dispute aucune rencontre dans le tournoi. 